# Accinctapubes apicalis
Accinctapubes apicalis is een vlinder uit de familie van de snuitmotten (Pyralidae). De wetenschappelijke naam van de soort is voor het eerst geldig gepubliceerd in 1906 door Schaus.
De vlinder heeft een voorvleugellengte van 1,3 tot 1,7 centimeter. De soort komt voor van Brazilië tot het zuiden van Mexico op hoogtes van 700 tot 3800 meter boven zeeniveau.